# Crayola
Crayola és una marca de llapis de colors, marcadors, guixos i diversos utensilis artístics. Originalment van ser fabricats per Binney & Smith, avui Crayola LLC. L'empresa va ser una de les primeres a produir eines artístiques no tòxiques, la qual cosa la va fer immensament popular als Estats Units, Canadà, Austràlia, Regne Unit i tota Sud-amèrica, arribant inclusivament en alguns països a suplantar el nom de crayón pel de la marca.